# Le Visiteur (film, 1946)
Pour les articles homonymes, voir Le Visiteur.
Pour plus de détails, voir Fiche technique et Distribution.
Le Visiteur est un film français réalisé par Jean Dréville, sorti en 1946.

## Synopsis
Louberger, un vieil original, dirige un orphelinat de campagne, quand débarque à l'improviste un visiteur inattendu : c’est Sauval, un ancien élève qui est maintenant un avocat parisien réputé et le bienfaiteur de la maison. Le pensionnat est sens dessus dessous car le vieux directeur a su inspirer aux enfants respect et vénération à l'égard de Sauval, mais celui-ci n'a pas la conscience tranquille...

## Fiche technique
- Titre : Le Visiteur
- Réalisation : Jean Dréville, assisté de Bernard Borderie
- Scénario et dialogues : Jean Bernard-Luc
- Photographie : André Thomas
- Son : Jean Rieul
- Montage : Monique Bonnot
- Musique : René Cloërec
- Société de production : Majestic Films
- Pays d'origine :  France
- Format : noir et blanc - 1,37:1 - 35 mm - Son mono
- Genre : film dramatique
- Durée : 90 minutes
- Date de sortie : 
  - France - 4 décembre 1946
- Numéro de visa : 4104 (délivré le 28/11/1946)

## Distribution
- Les Petits Chanteurs à la croix de bois
- Roger Laugier (Roger Krebs) : Clarens
- Pierre Fresnay : Sauval
- Michel Vitold : Oxner
- Antoine Balpêtré : Louberger
- Jean Debucourt : L’inspecteur
- Edmond Beauchamp : Ledru
- Michel Barbey : Le valet
- Robert Le Fort : Un policier
- Roger Dubois : La savate
- Simone Sylvestre : Simone
- Lea Maria Maya : Mme Ledru
- Charles Lavialle : Le facteur
- Pierre Génu : Le brigadier
- Pascal Tabary : Bouton, coccinelle
- Max Dejean : Un policier
- Jean Besombes : Tilloy
- Berretta : La vieille
- Jean-Pierre Méry
- Sisto Attilio : Lanceur de couteau